# Finnische Leichtathletik-Meisterschaften 1914
Die Finnischen Leichtathletik-Meisterschaften 1914, auch Kaleva-Wettkampf 1914 genannt (finnisch Kalevan-ottelu 1914), fanden am 19. und 20. September auf dem Sportplatz Eläintarhan kenttä in Helsinki statt. Die Meisterschaft im Stundenlauf fand am 6. September, die Meisterschaft im Zehnkampf am 5. und 6. September 1914 in Helsinki statt.
Daneben fanden 1914 weitere Meisterschaften in leichtathletischen Disziplinen statt:
- 14. März: Finnische Standsprung-Meisterschaften in Kuopio
- 31. Mai: Finnische Querfeldeinlauf-Meisterschaften in Kuopio
- 20. und 21. Juni: Finnische Leichtathletik-Meisterschaft der Frauen in Vaasa
- 20. und 21. Juni: Finnische Meisterschaften im Staffellauf in Vaasa

## Leichtathletik-Meisterschaften der Herren

### Ergebnisse
| Disziplin                   | Gold              | Gold        | Silber           | Silber      | Bronze             | Bronze      |
| --------------------------- | ----------------- | ----------- | ---------------- | ----------- | ------------------ | ----------- |
| 100 m                       | Waldemar Wickholm | 11,4 s      | Erkki Kättö      | 11,4 s      | John Engberg       |             |
| 200 m                       | Waldemar Wickholm | 23,2 s      | Erkki Kättö      | 24,2 s      | Toivo Latvio       |             |
| 400 m                       | Waldemar Wickholm | 52,1 s      | Ola Fogelberg    | 53,2 s      | Erkki Kättö        | 53,3 s      |
| 800 m                       | Ola Fogelberg     | 2:01,5 min  | Eino Elo         | 2:01,6 min  | Kusraa Ottelin     | 2:02,1 min  |
| 1500 m                      | Kustaa Ottelin    | 4:15,3 min  | Valter Nyström   | 4:19,7 min  | Eino Elo           | 4:22,4 min  |
| 5000 m                      | Hjalmar Nyström   | 15:45,7 min | Tatu Kolehmainen | 15:49,8 min | Albin Stenroos     | 15:52,4 min |
| 10.000 m                    | Tatu Kolehmainen  | 32:48,4 min | Hjalmar Nyström  | 32:57,7 min | Heikki Liimatainen | 32:57,8 min |
| Stundenlauf                 | Arvi Kokkonen     | 18.024 m    | Aarne Kallberg   | 17.136 m    | Emil Sandblom      | 17.029 m    |
| 110 m Hürden                | Waldemar Wickholm | 17,0 s      | Lars Hornborg    | 17,4 s      | Rurik Hääfors      | 17,6 s      |
| Hochsprung                  | Oiva Linturi      | 1,66 m      | Herman Plosila   | 1,66 m      | Arvo Järvinen      | 1,63 m      |
| Stabhochsprung              | Yrjö Koivisto     | 3,57 m      | Arvo Järvinen    | 3,20 m      | Jaakko Mikkola     | 3,20 m      |
| Weitsprung                  | Emil Liljeberg    | 6,68 m      | Juho Halme       | 6,27 m      | Waldemar Wickholm  | 6,26 m      |
| Dreisprung                  | Emil Liljeberg    | 13,89 m     | Juho Halme       | 13,70 m     | Arvo Järvinen      | 12,99 m     |
| Kugelstoßen                 | Elmer Niklander   | 13,79 m     | Kalle Hongisto   | 12,66 m     | Juho Halme         | 12,37 m     |
| Kugelstoßen kombiniert (1)  | Elmer Niklander   | 26,62 m     | Willy Snellman   | 23,95 m     | Lars Hornborg      | 23,77 m     |
| Diskuswerfen                | Elmer Niklander   | 42,82 m     | Harald Ekholm    | 38,06 m     | Lauri Santala      | 34,78 m     |
| Diskuswerfen kombiniert (1) | Elmer Niklander   | 84,11 m     | Armas Taipale    | 76,44 m     | Willy Snellman     | 70,20 m     |
| Hammerwerfen                | Elmer Niklander   | 44,40 m     | Johan Pettersson | 42,25 m     | Matti Koskela      | 34,21 m     |
| Speerwerfen                 | Juho Halme        | 56,00 m     | Paavo Johansson  | 51,17 m     | Armas Taipale      | 49,30 m     |
| Speerwerfen kombiniert (1)  | Paavo Johansson   | 95,68 m     | Oiva Linturi     | 95,22 m     | Juho Halme         | 91,59 m     |
| Gewichtwerfen               | Elmer Niklander   | 9,55 m      | Johan Pettersson | 9,41 m      | Matti Koskela      | 8,92 m      |
| Fünfkampf (2)               | Waldemar Wickholm | 10          | Juho Halme       | 12          | Emil Välimäki      | 14          |
| Zehnkampf                   | John Svanström    | 794,21      | Kosti Aalto      | 7406,52     | Allan Lindqvist    | 690,42      |

### Mannschaftswertung
Die Mannschaftswertung um die Kaleva-Schale gewann zum fünften Mal in Folge Helsingin Kisa-Veikot.

## Leichtathletik-Meisterschaft der Damen
| Disziplin | Gold         | Gold   | Silber        | Silber | Bronze       |
| --------- | ------------ | ------ | ------------- | ------ | ------------ |
| 100 m     | Ida Välimäki | 14,2 s | Lisie Nyström | 14,5 s | Ida Paananen |

## Standsprung-Meisterschaften
| Disziplin        | Gold            | Gold    | Silber         | Silber | Bronze         | Bronze  |
| ---------------- | --------------- | ------- | -------------- | ------ | -------------- | ------- |
| Hochsprung/Stand | Mikko Hyvärinen | 1,38 m  | Artturi Niemi  | 1,37 m | Viljam Immonen | 1,35 m  |
| Weitsprung/Stand | Emil Liljeberg  | 3,085 m | Viljam Immonen | 2,97 m | Armas Rauhamaa | 2,87 m  |
| Dreisprung/Stand | Emil Liljeberg  | 9,645 m | Artturi Niemi  | 9,36 m | Armas Rauhamaa | 9,285 m |

## Querfeldeinlauf-Meisterschaften
| Disziplin | Gold           | Silber      | Bronze      |
| --------- | -------------- | ----------- | ----------- |
| Einzel    | Arvi Kokkonen  | A. Tuhkanen | E. Pitkänen |
| Vereine   | Kuopion Riento |             |             |